# 醫用酒精
乙醇是醫療中最常用的殺菌劑、消毒劑及解毒剂。
乙醇的副作用包括對皮膚的刺激。若在電灼的場合，要謹慎使用，因為乙醇有可燃性。醇類的分類有乙醇、變性乙醇、1-丙醇及2-丙醇。乙醇對許多種類的微生物都有效，不過無法使其孢子不活化，一般濃度在60%至90%之間效果最好。
乙醇是世界卫生组织基本药物标准清单中的藥物之一，是醫療系統中最安全及有效的藥物之一。在发展中国家的售價是一公升的70%變性乙醇約美金1.80至9.50元。在英國，一公升99%的變性乙醇，需要讓國民保健署支出3.90英磅。市面上也有一些商用的產品以及其配方，例如消毒搓手液，或是加入其他物質的產品，例如氯己定。

## 歷史

### 西方
自從古典时代起，在現代的麻醉药尚未問世之前，乙醇就已作為全身麻醉药。早在1363年就已開始用乙醇作為消毒劑，一直到十九世紀末才找到支持此用法的證據。

### 傳統中藥文化
「《說文》云：『医之性然得酒而使』，『酒所以治病也』。据《汉书·食货志》载：『酒，百药之长』。早在《神农本草经》中就已明确记载用酒制药以治病。酒最早用做麻醉剂，华佗用的『麻沸散』，即用酒冲服。在现代外科医学中，酒也占有重要地位，如碘酒等。」
日語有諺語；韓語有諺語「백독지장（百毒之長）」。

## 醫療用途
在醫療中，常會在静脉穿刺前及手術前，用乙醇擦在皮膚，以進行皮膚消毒，乙醇會擦在要治療患者的皮膚上，也會用在醫療人員的手上作為消毒用。乙醇也可以用來清潔其他部份，也用在漱口水中。在治療甲醇中毒或乙二醇中毒時，若無法取得甲吡唑，也可以口服或是靜脈注射乙醇來治療。
此外，酒精作为一种毒性很低的有机溶剂，可用于溶出药材的活性成分，常用于作为药品辅料。
除了上述用途外，還沒有廣為醫學界認可的乙醇醫療用途。這個原因有一部份是因為乙醇的治療指數只有10:1（可能會造成危險的劑量是治療用劑量的十倍）。

## 機制
乙醇可以用在其他醇類針對醇脫氫酶的競爭性抑制劑，會減慢醇類代謝為有毒醛或羧酸衍生物的速度，也減少二醇在腎臟中的结晶。